# Дарквети (церковь)
Церковь святого Георгия в Дарквети (груз. დარკვეთის წმინდა გიორგის ეკლესია) — грузинская православная церковь X—XI веков в западной Грузии, в краю Имеретия. Она представляет собой базилику с одним единственным нефом деамбулаторием и обладает гармоничными пропорциями в своей планировке и резными каменными украшениями на внешних фасадах. Церковь в Дарквети внесена в список недвижимых памятников культуры национального значения Грузии.
Церковь Дарквети стоит на правом берегу реки Джручула, притока реки Квирила, в одноименном селе, в Чиатурском муниципалитете Имеретинского края. Сама деревня находится на горе, возвышаясь над монастырём Мгвимеви, и также известна своим доисторическим гротом.
Церковь Дарквети, посвящённая святому Георгию, представляет собой однонефную базилику с низкой деамбулаторием, пристроенным к ней позднее и проходящим вдоль её южной и западной стороны. С этих же сторон расположены входы в церковь. Интерьер храма разделён двумя парами пилястр, которые поддерживают внутренние арки свода. Внутренние стены побелены и не сохранили каких-либо следов живописи. Церковь освещается четырьмя окнами, по одному с каждой стороны. Фасады украшены резным орнаментом, особенно оконные и дверные рамы, напоминающие те, что были в церкви святого Георгия в Саване, стоящей примерно в 15 км к востоку от Дарквети. На южной стене находится плита с рельефным изображением павлина. Западный фасад церкви имеет одно полукруглое окно, с резным архивольтом, а также содержит ряд средневековых грузинских надписей. Палеографически они представляют собой редкие угловатые, а иногда и ещё более редкие квадратные буквы.
Надписи содержат имя некоего Голиафа и его сыновей Годалбри, Липарита и К…е (возможно Константине). Из них известно, что Голиаф был сыном Георгия, сына Гульзвиада, эриставта-эристави («князя князей») и возвёл эту церкви. Неизвестно, к какому знатному роду принадлежали эти лица. Дмитрий Бакрадзе и Г. Церетели считали, что это были представители династии Кахаберидзе, а Эквтиме Такаишвили предположил, что они принадлежали к князьям Аргвети.